# San brucoša
San brucoša je termin koji se često prirodaje sljedećoj greški u računanju n-te potencije binoma: {\displaystyle (x+y)^{n}=x^{n}+y^{n}.} Naziva se tako jer studenti prve godine nerijetko zaboravljaju ispravan razvoj kvadrata binoma koji se uči još u osnovnoj školi pa tako računaju {\displaystyle (x+y)^{2}=x^{2}+y^{2},} što prema binomnom teoremu ne vrijedi, nego je ispravno pisati {\displaystyle (x+y)^{2}=x^{2}+2xy+y^{2}.}

## Zanimljivosti
Zanimljivo je da postoji sličan identitet {\displaystyle (a+b)^{p}\equiv a^{p}+b^{p}{\pmod {p}}} koji vrijedi za svaka dva cijela broja {\displaystyle a,b} i za svaki neparni prosti broj {\displaystyle p.}
Naime, prema Malom Fermatovom teoremu vrijedi {\displaystyle a^{p}\equiv a{\pmod {p}},b^{p}\equiv b{\pmod {p}},} a isto tako je {\displaystyle (a+b)^{p}\equiv a+b{\pmod {p}}}. Sada lagano slijedi {\displaystyle a^{p}+b^{p}\equiv a+b{\pmod {p}}} te koristeći svojstvo tranzitivnosti modula zaista dobivamo da je 
{\displaystyle (a+b)^{p}\equiv a^{p}+b^{p}{\pmod {p}}.}

## Povijest
Povijest ovoga termina nije sasvim jasna. Riječ "brucoš" novijeg je datuma, dok se u zemljama engleskog govornog područja termin freshman koristi od 16. stoljeća.
U članku o modularnim poljima iz 1940., Saunders Mac Lane citira primjedbu Stephena Kleenea da bi poznavanje identiteta {\displaystyle (a+b)^{2}=a^{2}+b^{2}} u polju s karakteristikom 2 "prevarilo" studente prve godine studija. Ovo bi mogla biti prva veza između "brucoša" i binomnog proširenja. Od tada, autori udžbenika prijediplomskih studija često ukazuju na ovu grešku.
Ipak, izgledno je da se izraz freshman's dream prvi puta pojavljuje u Hungerfordovom udžbeniku iz algebre 1974. gdje citira McBriena.
Sam izraz "San brucoša" u nematematičkom kontekstu zabilježen je još u 19. stoljeću.

## Vanjske poveznice
- D. Veljan, Kombinatorika s teorijom grafova, Školska knjiga, Zagreb, 1989.